# Operatie White

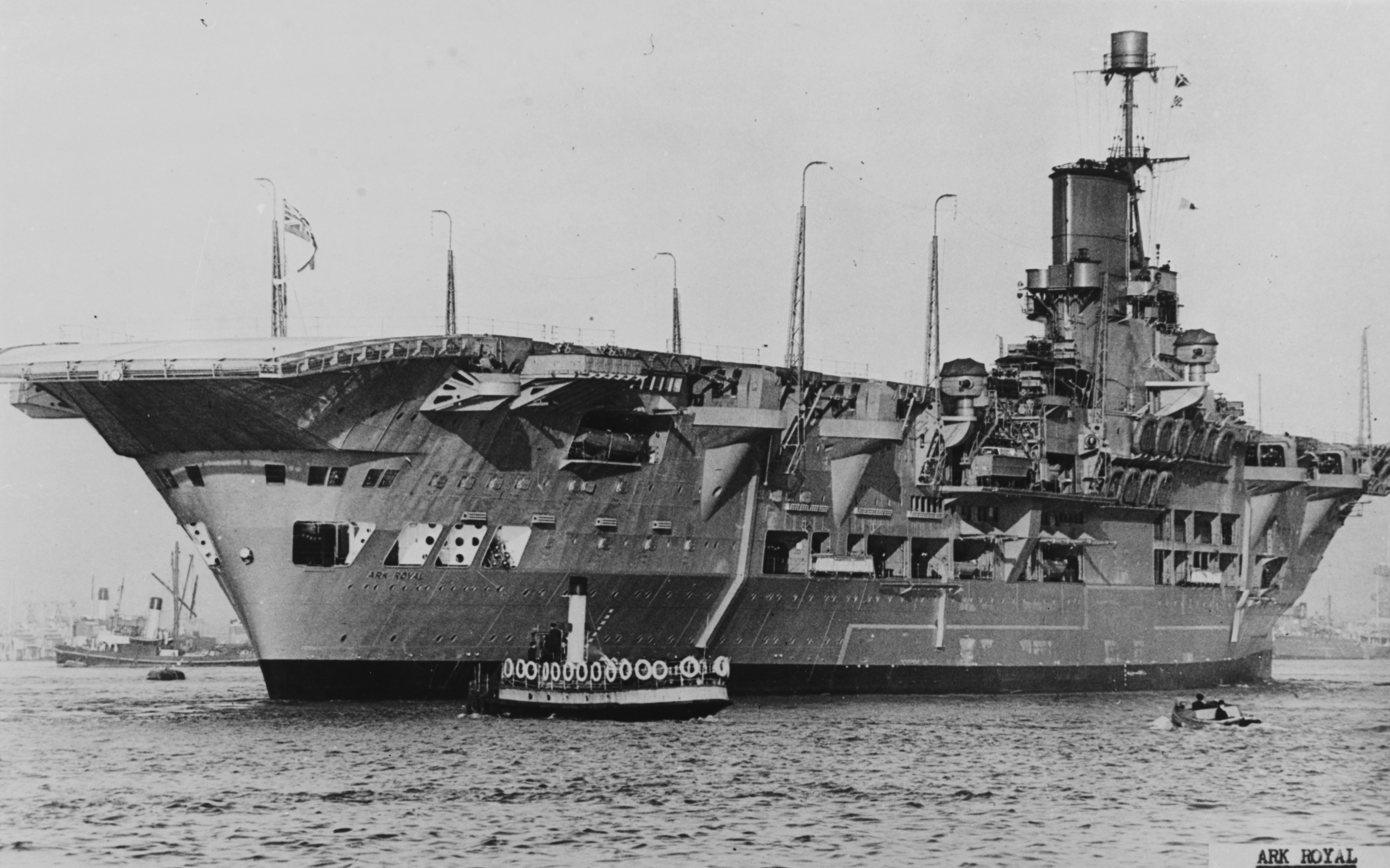
HMS Ark Royal

Operatie White was een Britse poging om op 17 november 1940 veertien vliegtuigen – twaalf Hawker Hurricanes en twee Blackburn Skua’s – vanaf het vliegdekschip HMS Argus op Malta af te leveren. De operatie werd bemoeilijkt door de aanwezigheid van de Italiaanse vloot (Regia Marina), waardoor de vliegtuigen voortijdig moesten opstijgen, en door slecht weer, met als gevolg dat slechts vijf vliegtuigen op Malta aankwamen.

## Voorafgaande missies
Nadat Italië in de Tweede Wereldoorlog trad, ontwierpen Britse autoriteiten en instellingen een afgemeten systeem om versterkingen in de vorm van vliegtuigen naar Malta aan te voeren, zodat een geloofwaardige luchtverdediging kon worden opgebouwd en potentiële verliezen konden worden vervangen. Slechts twee mogelijke routes konden nog worden gebruikt na de val van Frankrijk: de beste was via Noord-Afrika, door de jachtvliegtuigen door de Sahara of over het Suezkanaal te loodsen; de alternatieve was door ze via een vliegdekschip van het westen van de Middellandse Zee af te leveren. De eerste eenheid die per vliegdekschip werd vervoerd was Flight 418, een groep die was samengesteld uit piloten van zowel de Royal Air Force als de Royal Navy die speciaal getraind waren voor operaties met vliegdekschepen. Op 2 augustus 1940 voltooiden ze een succesvolle missie vanaf het verouderde vliegdekschip HMS Argus, die werd geëscorteerd door de HMS Ark Royal, drie slagschepen, twee kruisers en tien torpedobootjagers. Drie Italiaanse Savoia-Marchetti SM.79 vielen het konvooi aan, maar een groep Skua’s van de Ark Royal schoten een van de bommenwerpers neer en verdreven de overgebleven twee toestellen. Alle Britse jagers bereikten het vliegveld van Luqa op Malta, hoewel twee toestellen een noodlanding moesten maken. De eerste keer dat de pas aangekomen vliegtuigen op Malta in actie kwamen vond plaats in de nacht van 13 augustus, toen ze nog een SM.79 neerschoten. Op 16 augustus werden de Flight 418 en de originele eenheden op Malta samengesmolten in het 261e Squadron.

## Operatie White

### Eerste stappen
Dit succes moedigde zowel de Royal Navy als de RAF aan om de missie in november te herhalen. Opnieuw moesten de toestellen door de HMS Argus worden afgeleverd en het werd geëscorteerd door het slagschip HMS Renown, het vliegdekschip HMS Ark Royal, de kruisers HMS Despatch en HMS Sheffield en zeven torpedobootjagers.
Het konvooi, dat onder bevel stond van admiraal James Somerville, vertrok op 15 november bij zonsopgang uit Gibraltar. Het Italiaanse opperbevel van de marine (Supermarina) werd vier uur later geïnformeerd over de voortdurende operatie. Een vloot die onder bevel stond van admiraal Inigo Campioni voer uit van Napels en Messina. Op 17 november ’s morgens wachtten de slagschepen Vittorio Veneto en Giulio Cesare, tezamen met twee zware kruisers en verscheidene torpedobootjagers, 56 kilometer ten zuidwesten van Sardinië. Eerder die dag werd een rapport over de inzet van de Italiaanse vloot ten zuiden van Napels naar Somerville doorgestuurd, met de duidelijke intentie om het Britse eskader te onderscheppen. Zodoende beval hij de jagers om zo snel mogelijk op te stijgen.

### Aflevering
Het Britse konvooi bevond zich op 640 kilometer ten westen van Malta toen de eerste golf jagers om 06:15 van de Argus opsteeg. Als ze de juiste snelheid en de goede afstand hadden, zouden de Hurricanes voor 45 minuten brandstof hebben nadat ze de kust van het eiland hadden bereikt. Ze verloren echter een derde van deze reserve terwijl ze klommen en in formatie kwamen. De jagers vlogen met 240 km/h op een hoogte van meer dan 600 meter, wat verre van de ideale omstandigheden was. De tweede golf werd een uur later gelanceerd, toen het konvooi op volle kracht terugvoer. De wind draaide van het zuidwesten naar het zuidoosten, waarbij de westelijke weg die de vliegtuigen aflegden werd belemmerd. Bij de Galita-eilanden kwam een Short Sunderland aangevlogen die de andere vliegtuigen in formatie naar Malta begeleidde. Twee Hurricanes stortten, doordat ze zonder brandstof kwamen te zitten, neer om respectievelijk 09:08 en 09:12. Eén piloot werd door de Sunderland gered, de ander werd nooit meer gevonden. Om 09:20 landden de Skua en de vier resterende Hurricanes op het vliegveld van Luqa.
De tweede golf miste de assistentie van de Sunderland toen de vliegboot er niet in slaagde om vanaf Gibraltar op te stijgen. Ze misten eveneens de Galita-eilanden en een bommenwerper die vanaf Malta was opgestegen om de Sunderland te vervangen. Eén voor één kregen de Hurricanes gebrek aan brandstof en vielen in zee, waarbij zowel de toestellen als de piloten verloren gingen. De Skua slaagde erin om bij Syracuse op Sicilië te landen, vlak voordat de brandstoftanks leeg raakten en nadat het werd beschoten door Italiaans luchtafweergeschut. De tweekoppige bemanning werd gevangengenomen.

## Nasleep
Admiraal Somerville noemde de operatie ‘een angstaanjagende mislukking’. De officiële versie legt de schuld bij de bemanning van de Skua, maar men was het er over eens dat slecht weer, gebrek aan coöperatie tussen de Royal Navy en de RAF en de tegenzin van de marine om risico’s te nemen de werkelijke oorzaak van het fiasco waren. Het verlies van ervaren piloten was bijzonder pijnlijk. Hoe dan ook, de meest succesvolle azen overleefden de beproeving, waarvan enkele veteranen van de Slag om Engeland waren.